# بوب شيبارس
بوب شيبارس (بالهولندية: Bob Schepers)‏ (30 مارس 1992 بأنسخديه في هولندا - ) هو لاعب كرة قدم هولندي في مركز الوسط. لعب مع نادي أوترخت ونادي كامبور وONS Sneek ‏.

## وصلات خارجية
- بوب شيبارس على موقع الاتحاد الدولي (مؤرشف)  (الإنجليزية)
- بوب شيبارس على موقع قاعدة بيانات كرة القدم.إي يو (الإنجليزية)
- بوب شيبارس على موقع Soccerway.com (الإنجليزية)